# Somua S35
A Somua S35 francia harckocsi, melyet a második világháború alatt használtak. 1936-tól 1940-ig gyártották. A páncélozott lovassági hadosztályokat szerelték fel vele, ezért nevezik lovassági harckocsinak is. A maga idejében egy meglehetősen gyors közepes méretű harckocsi volt, kiváló páncélzattal és fegyverzettel, amelynek köszönhetően mind a francia, mind a külföldi gyártmányú vetélytársait maga mögé utasította, még a német gyártmányú Panzerkampfwagen III harckocsit is.
Döntött, főleg öntvény páncélzattal készült, amely magas gyártási költséget és időigényes karbantartást eredményezett. Az 1940 májusi német invázió folyamán a Somua S35 harcászatilag hatékony típusnak bizonyult, de a járművek stratégiai alkalmazása miatt nemigen tudott érvényesülni. Franciaország 1940 júniusi kapitulációjáig 427 darab harckocsi készült el, a harcok után megmaradt példányok pedig zsákmányként a tengelyhatalmak birtokába kerültek.
Az eredeti változat kiváltására egy módosított típusát, a Somua S40 harckocsit tervezték, továbbfejlesztett felfüggesztéssel, alacsonyabb öntvény páncéltesttel és döntött toronypáncélzattal, melynek sorozatgyártását 1940 júliusára ütemezték.

## Leírás

### A páncéltest és a torony
A páncéltestet és a tornyot öntvény páncéllal látták el, amely maximum 47 milliméter, de helyenként csak 40 milliméter vastag volt. A páncéltestet négy részből, szegecseléssel állították össze. Két hosszirányú lemez alkotta a teknő alját, a felépítmény pedig egy mellső és egy hátsó részre osztódott. A torony az APX 1 változata volt, amelyet a Char B1 harckocsinál is alkalmaztak: az APX 1 CE (chemin élargi), egy nagyobb toronygyűrűvel, amely lehetővé tette, hogy a rádiókezelő segédkezzen a parancsnoknak a löveg újratöltésénél. A jármű belsejében 118 darab ágyúlövedéket (90 AP, 28 HE) és 2250 darab géppuskalőszert tároltak. A parancsnok nem tudta irányítani a harckocsit a fő löveg célzása, töltése és tüzelése közben – de  a rádió kezelésére külön személyzet szolgált. A rádiókat eredetileg az S35 alapfelszerelésének tervezték. A gyakorlatban a szakaszparancsnok rendelkezett egy ER29 (émetteur-récepteur) készülékkel, hogy magasabb szintű kommunikációra legyen képes, de a rövid hatótávolságú ER28 készülék miatt a szakaszon belüli kommunikáció nem valósulhatott meg, ezért a további négy harckocsi nem is volt felszerelve rádiókészülékkel. Ennek ellenére néhány egységnél az összes harckocsi rendelkezett antennákkal: a rádiók felszerelését 1940 nyaráig halogatták, végül azonban  ez elmaradt a bekövetkező események miatt.

### Futómű
A felfüggesztést Eugène Brillié tervezte, aki az első francia harckocsi, a Schneider CA1 létrehozásában is részt vett. A cseh Škoda társasággal közösen dolgozott, a koncepció az LT vz. 35 harckocsin alapult. Nyolc futógörgő, páronként egy-egy, összesen négy forgózsámolyon helyezkedett el. Rugózását laprugókkal oldották meg. Egy önálló futógörgő és egy nagy méretű láncfeszítő kerék alkotta a futóművet. Az első ötven jármű 144 láncszemből álló lánctalppal készült, egyenként 75 milliméteres hosszúsággal; később a járművek 103 láncszemmel rendelkeztek, amelyek 105 milliméter hosszúak voltak.

### Hajtómű
A 12 700 cm³-es Somua V8-as vízhűtéses benzinmotor 190 lóerőt (140 kW) fejtett ki 2000–2300/perc fordulatszámon. A motor a páncéltest hátsó részén kapott helyet két önzáró üzemanyagtartállyal, amelyek 100 illetve 410 literesek voltak, tűzfallal elválasztva a küzdőtértől. A (hivatalosan) 200 lóerős motor, amit Javier-Sabin tervezett, a kisebb tartályból használta az üzemanyagot, amely automatikusan újratöltötte magát a nagyobb tartályból. Gyakorlatlan harckocsizók néha elkövették azt a hibát, hogy csak a kisebb tartályt töltötték meg. A motor és a felfüggesztés karbantartása nehéz és időigényes volt a nehéz hozzáférhetőség miatt, amit a későbbi járműveken korrigáltak.
Az S35-nek volt egy automata tűzoltó rendszere, amely néhány kritikus pontra helyezett tartályból állt, a tartályokba metil-bromidot töltöttek.

### Fegyverzet
A fő fegyverzet egy 47 mm-es SA 35 huzagolt páncéltörő löveg volt. A löveget a németek 4,7cm KwK 173(f) jelöléssel rendszeresítették a francia hadjárat után. A lövegcső hossza 32 kaliber (1504 mm) volt, amely 671 m/s kezdősebességet adott a lövedéknek. A főlöveg a toronnyal együtt 360°-ban fordult, magassági irányzása a –18 és +18° között volt lehetséges. Francia teszteredmények szerint a löveg 400 méteres távolságból 35 mm-es páncéllemezt ütött át. A harckocsi másodlagos fegyverzete egy, a harckocsiágyúval párhuzamosított 7,5 mm-es Mitrailleuse modèle 1931 géppuska volt. A géppuskát jobbra és balra 10°-os vízszintes, illetve ±18°-os magassági szögtartományban lehetett irányozni.

### Lőszer

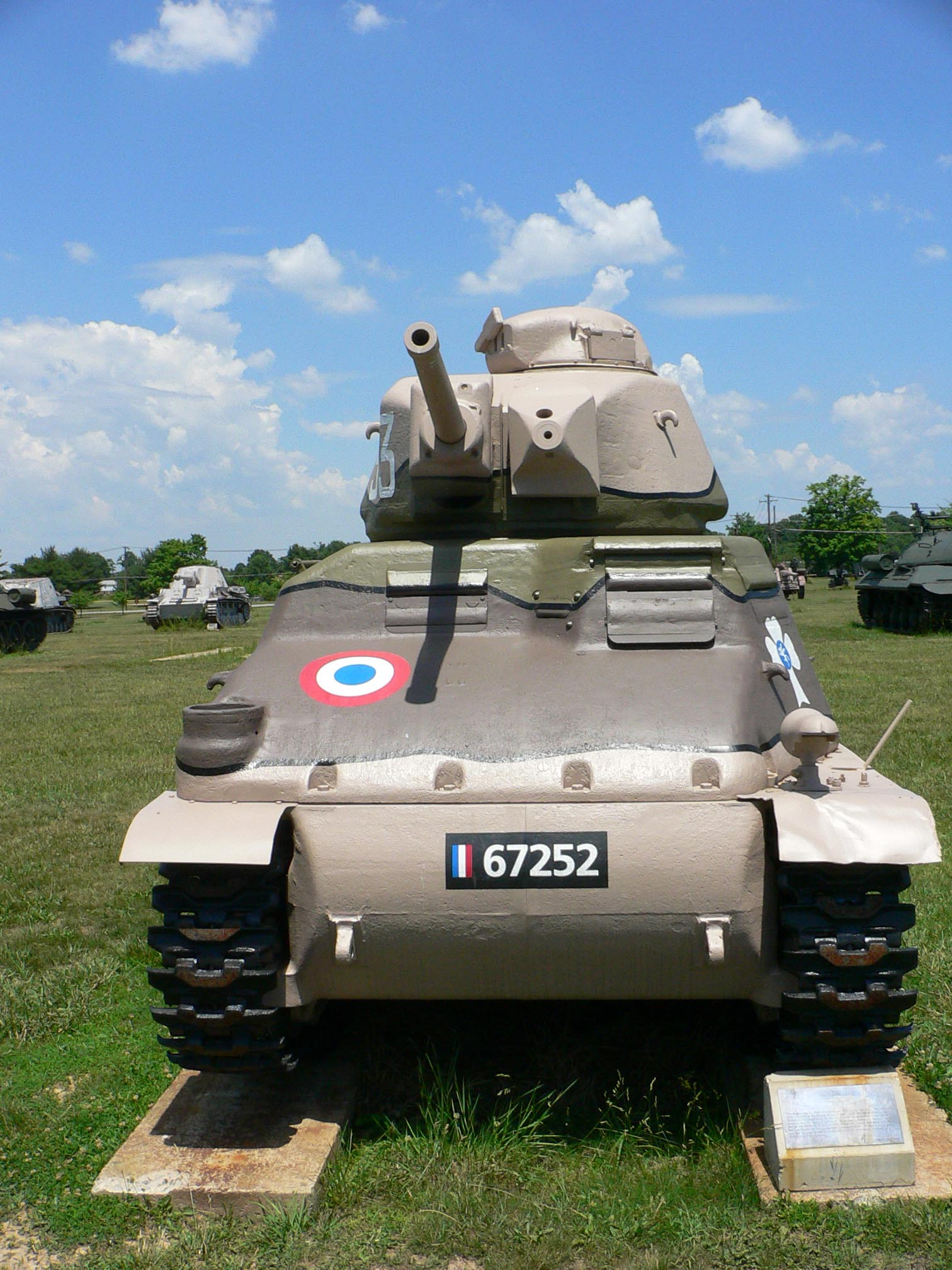
Somua S35, szemből

- Obus de rupture Modèle 1935 – Páncéltörő lövedék, német jelölése: Pzgr 176(f)
  - Kaliber:  47×193R mm
  - Lövedék súlya: 1,620 kg
  - Lövedék hossza: 145 mm (a hüvely hossza: 193 mm, a töltet teljes hossza 325 mm)
  - Csőtorkolati sebesség: 660 m/s
  - Páncélátütő képesség: 400 méteren, 30°-os találati szögben, 35 mm.
- Obus explosif Modèle 1932 – Repesz-romboló lövedék, német jelölése: Sprgr 175(f)
  - Kaliber:  47×193R mm
  - Lövedék súlya: 1,410 kg
  - Lövedék hossza: 183 mm
  - Csőtorkolati sebesség: 590 m/s.

### Páncélzat
| vastagság / dőlésszög | első        | oldal       | hátsó     | tető/alj        |
| --------------------- | ----------- | ----------- | --------- | --------------- |
| torony                | 42 mm/0°    | 42 mm/23°   | 42 mm/24° | 30 mm/74–90°    |
| felépítmény           | 47 mm/21°   | 40 mm/15°   | 35 mm/0°  | 20–25 mm/82–90° |
| test                  | 47 mm/kerek | 40–25 mm/0° | 25 mm/30° | 20–25 mm/90°    |

## Fejlesztés
A Somua S35 tervezete a harcjárművek lovassági használatára vonatkozó (Automitrailleuse de Combat), 1934. június 26-i előírások megváltoztatásából ered. Egy sokkal nehezebb járműre volt szükségük, mint amilyet 1931-ben eredetileg előírtak. Az új típusnak ellenállónak kellett lennie a páncéltörő lövegekkel szemben. Május 17-én a hadsereg felvette a kapcsolatot a Schneider et Cie egyik leányvállalatával – a Société d'Outillage Mécanique et d'Usinage d'Artillerie (vagy SOMUA) társasággal, melynek központja Saint-Ouen-ben volt –, hogy építsenek egy prototípust. A társaság július 16-án elfogadta a megbízást, az építés pedig 1934. október 12-ikén kezdődött. A prototípus, AC3 kódnévvel, 1935. április 14-ikén készült el. 1935. július 4. és augusztus 2. között folyt a tesztelés. Ezután egy négy darabból álló elősorozatot gyártottak egy fejlesztett típusból, az AC4-ből, melyet 1938. január 27-áig teszteltek. Ezeknek az első járműveknek szabvány APX1 lövegtornya volt, amelybe egy rövidcsövű 47 mm-es SA 34 löveget építettek. 1936. március 25-én az AC4 prototípust hadrendbe helyezték, mint szabványos közepes lovassági harckocsit, és egy új hivatalos megjelöléssel látták el: Automitrailleuse de Combat modèle 1935 S (vagy AMC 1935 S), ezután egy ötven darabból álló megrendelést bocsátottak ki. A harckocsi közismertebb neve a Somua S35 (az S a SOMUA megismétlése, a 35 pedig az 1935-ös gyártási évet jelöli) lett. A rövidebb S35 a jelenleg elterjedt típusjelzés, gyakran kötőjellel (S–35), de ez a forma korabeli hivatalos francia forrásokban soha nem fordult elő.
A sorozatgyártású járművek hosszabb SA 35 löveggel készültek. Eredetileg 600 jármű megépítését tervezték, de a második megrendelést 250 darabra csökkentették, anyagi okok miatt. Később egy harmadik, háború előtti megrendelés érkezett 200 járműről.

## Harcászati jellemzői

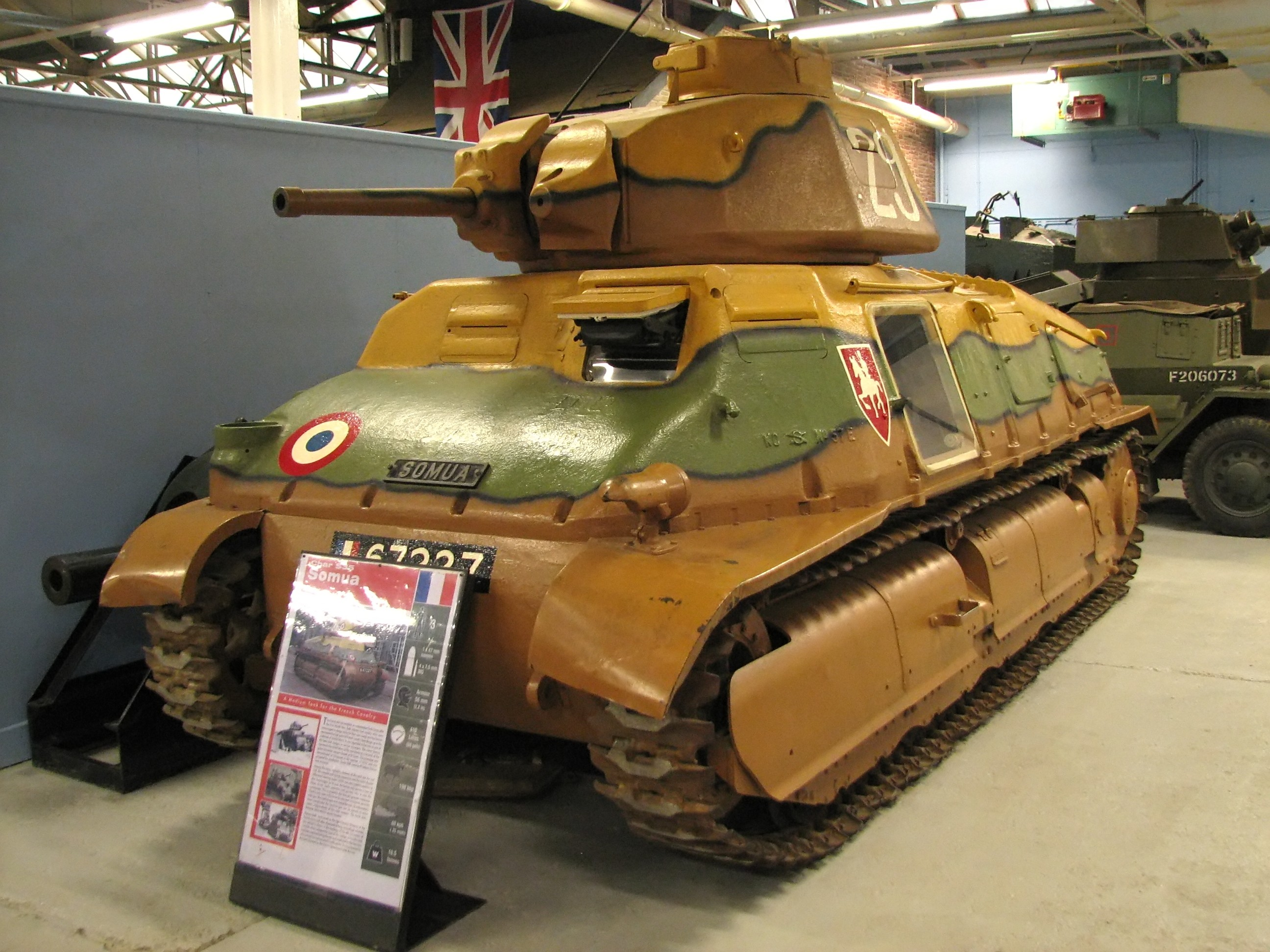
Somua S35 a Bovington Harckocsi Múzeumban

A britekhez és a szovjetekhez hasonlóan a franciák is úgy hitték, hogy a lovassági és a gyalogsági harckocsik képesek egymással hatékonyan együttműködni. A francia hadsereg előnyben részesítette a védekező harcot – meggyőződésük szerint egy ütközetben így győzhetnek –, de a valóságban rá kellett jönniük, hogy egy adott stratégiai szituációban a támadó háború kifizetődőbb. A két fokozatú támadás, az áttörés és az előrenyomulás életre hívta a saját speciális járművét. A Somua S35 harckocsit az utóbbira optimalizálták: megfelelő gyorsaság, kielégítő hatótávolság, a löveg elég erős ahhoz, hogy könnyen leküzdje a két potenciális ellenfelét: a szovjet BT–7 és a német Panzerkampfwagen III harckocsikat, a páncélzata pedig elég vastag ahhoz, hogy gyakorlatilag ellenálló mindkét ellenséges harckocsi típus lövegével szemben. Ez az oka annak, hogy napjainkban az S35 harckocsit tartják a harmincas évek legjobb közepes harckocsijának. A francia lovasság viszont valószínűleg ezzel nem értene egyet. A harckocsi súlyos hiányosságokkal küzdött, mint az egyfős torony, amit manapság tipikusan a legfontosabb hátrányosságaként említenek.
A lovasság szerint három hiányossága volt a harckocsinak, mégpedig taktikai, működtetési és stratégiai szinten. A fő taktikai hiányosság a kupoláról hiányzó búvónyílás, amely lehetővé tenné a parancsnok számára, hogy harc közben jobban kilásson. Ezt a hiányosságot az APX-1 torony használata okozta, anyagi okokból kifolyólag. A B1 bisek APX4 tornya hasonló kritikákat kapott a gyalogságtól.
A működtetési hiányosság a szegényes mechanikai megbízhatóságból fakadt. A felfüggesztés egyes egységei túl gyengék és túl komplikáltak voltak, hatalmas karbantartási munkálatokat eredményezve, különösen azért, mert az öntvénypáncélzat moduljai nem tették lehetővé a felfüggesztés és a motor egyszerű szerelését, akadályozták a hozzáférést. Ezt a hibát az okozta, hogy nem volt központi harckocsi-fejlesztési irányító intézmény. A francia berendezések gyakran idejétmúltak voltak, és a tervezetek a limitált gyártó létesítmények jelenlétét tükrözték. Egy Christie-féle futómű gyártásához elengedhetetlen volt az ipar modernizációja és a minőségi szabványok növelése.
A stratégiai hiányosság a harckocsi magas előállítási költségéből, illetve a nagyobb öntvényegységek limitált számú gyártásából eredt. Emiatt az S35 kis példányszámban készült. A harckocsit egy olcsóbb típussal váltották fel, az egyetlen lehetséges megoldásként a Hotchkiss H35-tel. Ennek sokkal gyengébb páncélzata és fegyverzete volt, sőt sebessége is alacsonyabb. Ezeket csak a H39 típus kifejlesztése oldotta meg.
A lovasság véleménye szerint a jármű harcértéke alacsony volt. Ezért úgy döntöttek, hogy nagy számú S35 harckocsit tartanak a páncélozott hadosztályaik magjában, és visszautasították azt a könnyű megoldást, hogy az S35 harckocsikat szétosztják a könnyű lovassági hadosztályoknál – ellentétben a németekkel, akik kiosztották az ugyancsak alacsony számú PzKpfw III harckocsijaikat a Leichte Kavalleriedivisionen kötelékében. A jármű sorozatgyártása helyett pedig könnyebb járművek gyártásába kezdtek, mint az AMR 35 és az AMC 35. 1940 májusában a németek hatalmas fölényre tettek szert a stratégiailag mozgékony nagy páncélozott egységeikkel. A négy francia gyalogsági páncélozott hadosztály nem rendelkezett kielégítő szervezett tüzérséggel és gyalogsággal, hogy hatékonyan harcoljon önálló hadosztályként. A franciák sokkal több páncélozott hadosztály fölállítását tervezték, melyeket egy 1941-es döntő offenzíva alatt használtak volna; de ahogyan az öntvény páncélzat gyártási kapacitása csökkent, úgy közeledett a vereség napja, ezért tárgyalásokat kezdeményeztek, hogy amerikai gyártók segítsék ki őket.

## Gyártás és harctéri alkalmazás

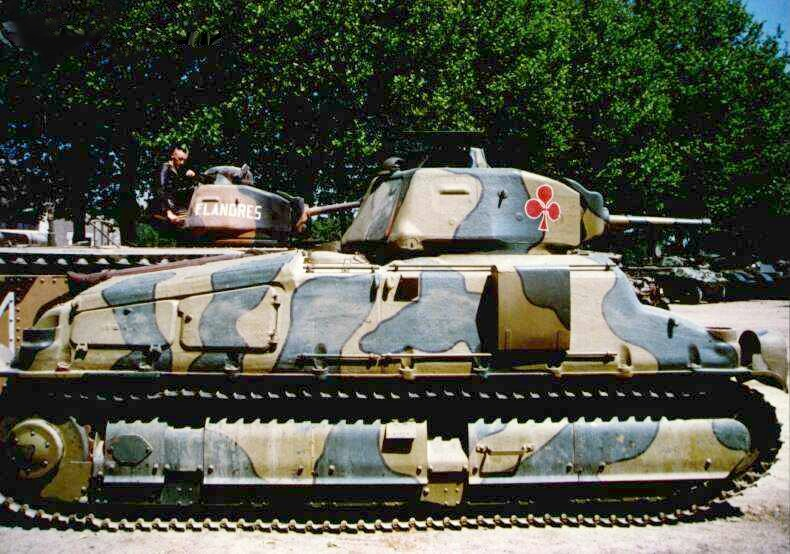
Somua S35 működőképes állapotban, a Musée des Blindés-ben

Négy harckocsi az AC4 előszériájából 1936 januárjában lépett hadrendbe a 4e Cuirassiers kötelékében. 1937 végére az SA 35 löveg elérhetővé vált, és kezdetét vehette a sorozatgyártás. 1938 közepére száz darab készült el, 1939. szeptember elsejére már 270, ebből 246 darabot szállítottak le. Ekkor 191 szolgált a katonáknál, 51 raktáron volt, négyet pedig visszaküldtek a gyárba nagyjavításra. A háború kitörése után egy negyedik megrendelés érkezett 200 járműről, így a teljes megrendelés 700 darab volt. Később úgy határoztak, hogy a 451. jármű lesz az első továbbfejlesztett S40 típus. 1940 júniusára 430 jármű készült el, beleértve a prototípusokat és az előszériákat.
A franciaországi csata kezdetén 288 jármű szolgált a frontvonalon, a három páncélozott lovassági hadosztály, a Divisions Légères Mécaniques vagy Gépesített Könnyű Hadosztály kötelékében. Mindegyiknek nyolc lovasszázada volt, századonként 10 darab S35 harckocsival; mindegyik század rendelkezett két tartalék harckocsival, ebből az ezred- és dandár parancsnoknak egy a sajátja volt, így 96 darab jármű szolgált egy hadosztályban. Ezen kívül 31 további jármű állt készenlétben, 49 gyári raktárban, és 26 várt átvételre. Ezeket a járműveket később amolyan ad hoc egységekként használták, mint például a 4e Division Cuirassée de Réserve (4. páncéloshadosztály, melynek parancsnoka Charles de Gaulle volt), amely 39 járművet kapott, és a 3e Cuirassiers kötelékében szolgált, a 4e Divisions Légères Mécaniques (10 darab jármű), és néhány Corps-francs Motorisés (nagyjából 25 jármű). Ezen felül a megsemmisített 1e, 2e és 3e Divisions Légères Mécaniques hadosztályokat újraalkották kisebb számú harckocsikkal, az első kettő 10 darab S35 harckocsit, a harmadik 12 darab harckocsit kapott; az S35 harckocsik ezután a 7e Cuirassiers (25 jármű) kötelékében szolgáltak, és egy három járművet számláló szakasz is szolgált a 3e Division Légère de Cavalerie 3e Régiment d'Autos-Mitrailleuses (a 3. könnyű lovashadosztály 3. páncélgépkocsizó ezrede) kötelékében.

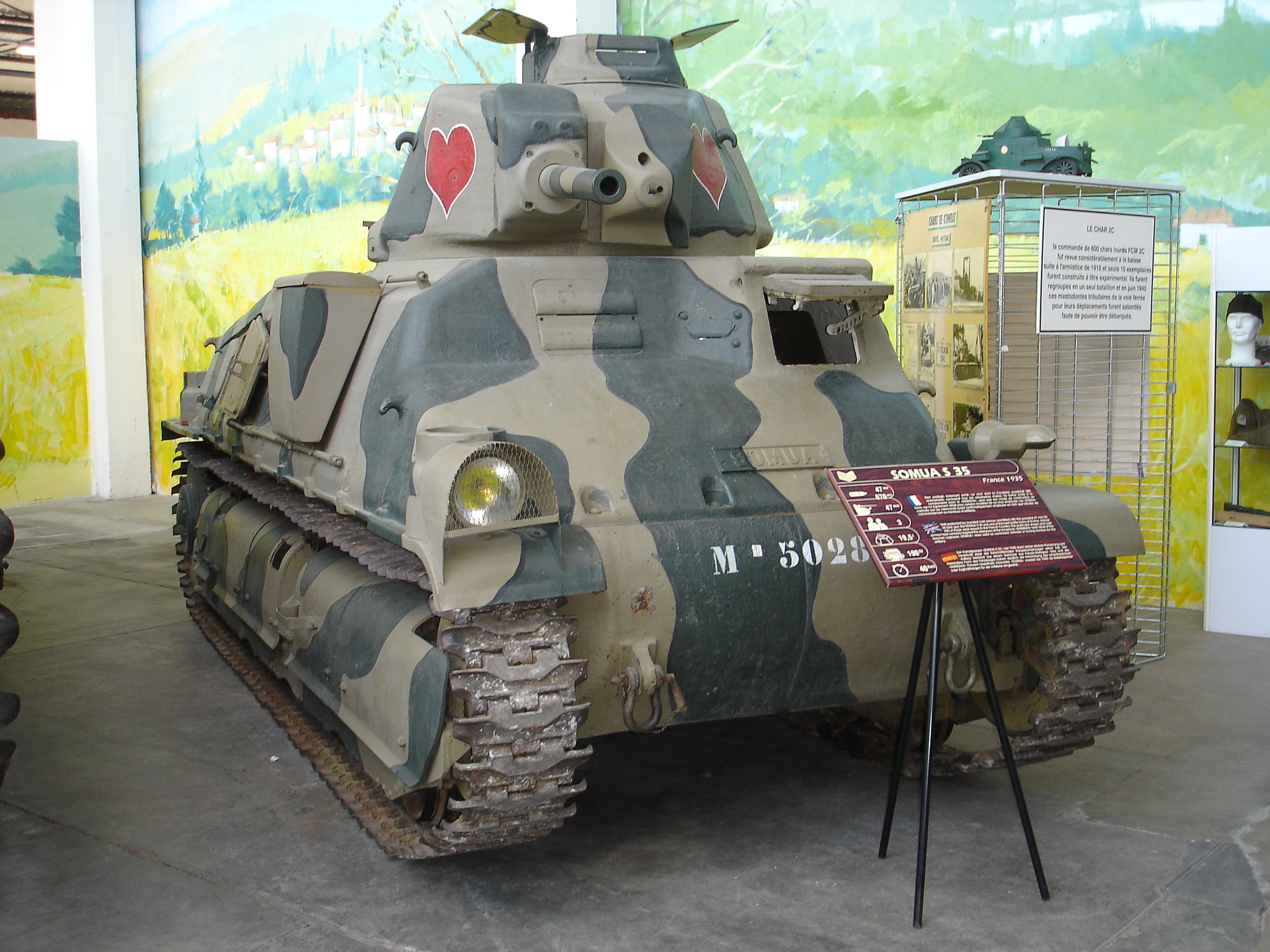
A Saumur harckocsi kiállítva a múzeum épületében. A németek által utólag hozzáépített kupolanyílás jól megfigyelhető.

1940 májusában a franciaországi csata folyamán a Divisions Légères Mécaniques-ek nehéz feladatot kaptak, miszerint gyors előrenyomulással hatoljanak be a Németalföldre, majd tartsák a területet, amíg a gyalogos hadosztályok beérik őket, majd beássák magukat. A 2e és a 3e Divisions Légères Mécaniques a Louvain és Namur között elhelyezkedő Gembloux-ra összpontosítottak, ahol nem volt természetes akadály, ami feltartóztathatott volna egy német támadást. Viszont szét kellett szóródniuk, hogy megtartsák a szektort a német 3. és 4. páncélos hadosztály ellen. Ez a lépés szükséges volt a helyi taktikai szituáció miatt, és alapjaiban nem volt különbség a Divisions Légères Mécaniques és a Panzerdivisionen doktrínái között. Mindkét alakulat hasonló volt mind eszközökben, mind kiképzésben, mind pedig szervezésben, mivel míg a német páncélos hadosztályokat főleg a stratégiai lehetőségek kiaknázására használták, addig az áttörést főleg a gyalogságra hagyták. A május 13–15. között lezajlott páncélosütközet, a hannut-i csata folyamán nagyjából 1700 páncélozott harcjármű csapott össze, ami a legnagyobb harckocsiütközet volt a kurszki csatáig. Az S35 megbízhatónak bizonyult, felülmúlta a német harckocsikat közvetlen ütközetben, de a francia főparancsnokság habozva vetette be őket, mivel hibásan azt feltételezték, hogy a német Schwerpunkt taktika hiányosságokkal küzd, ezért a legjobb harckocsijaikat próbálták épségben tartani, hogy feltartóztassák a Panzerwaffe további támadásait.

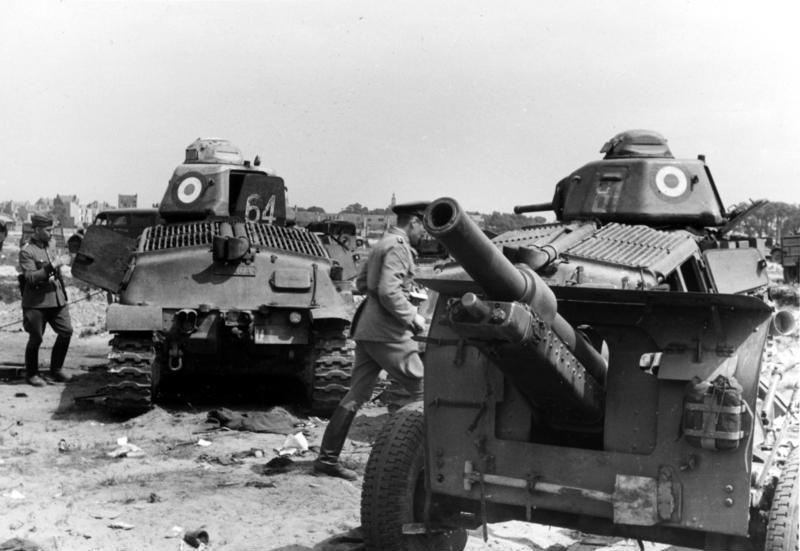
Németország által zsákmányolt S35 harckocsik, 1940-ben

Amikor bekövetkezett a támadás, az északi francia egységek veszélybe kerültek, mert a német előrenyomulás Namur felé elvághatta volna őket, az 1e Divisions Légères Mécaniques nagyon gyorsan észak felé nyomult 200 kilométert, hogy segítsen a hollandoknak, de ismét vissza kellett fordulniuk dél felé. A parancsmegtagadás és az S35 harckocsik meghibásodása miatt feloszlott az alakulat, amely a szövetséges hadosztályok legerősebbike volt. Május 17-én a német 5. páncéloshadosztály legyőzte őket. A többi Divisions Légères Mécaniques feltartóztató csatákat vívott az arrasi csata keretein belül, majd felbomlott. Bízva az egyetlen stratégiailag mobil páncélos tartalékban, a francia hadsereg már a csata elején teljesen sebezhetővé vált a német stratégiai meglepetés miatt.
Az 1940. júniusi fegyverszünet után az S35 harckocsikat Nyugat-Afrikába vezényelték, hogy biztosítsák a Vichy-rezsim hatalmát. Ezeket a 12e régiment de Chasseurs d'Afrique kötelékébe osztották, ahol a francia erők a szövetségesek oldalára álltak, és a német-olasz erők ellen vetették be a tunéziai csata során. A tuniszi győzelmi parádé után a 12e régiment de Chasseurs d'Afrique S35 harckocsijait M4 Sherman harckocsikkal váltották fel, de a személyzetük gyakran felhelyezte a SOMUA táblát az új harckocsijukra.
Az 1944-es franciaországi felszabadítás után egy páncélozott egységet hoztak létre, a 13e Régiment de Dragons-t, amelyet francia eszközökkel szereltek fel, köztük tizenhét S35 közepes harckocsival.

### Külföldi szolgálat

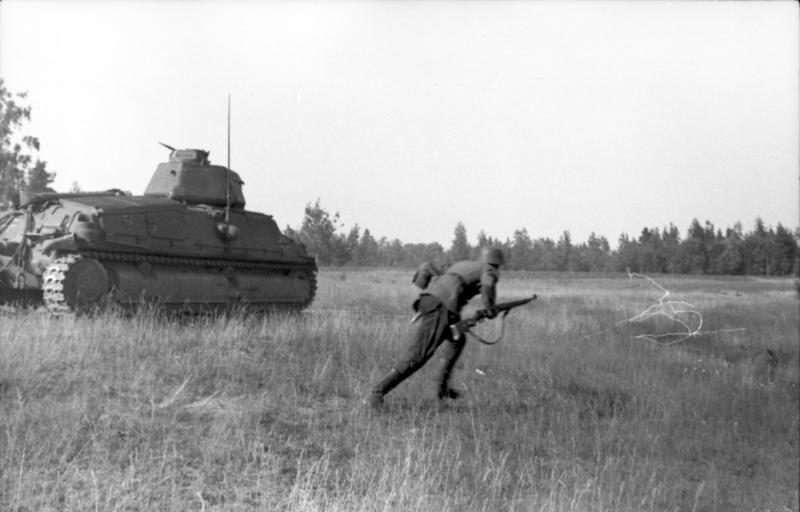
Az S35 német szolgálatban a keleti fronton, 1941-ben

Franciaország bukása után a Wehrmacht bizonyos számú S35 (egyes források szerint 297 darab) harckocsit állított szolgálatba, Panzerkampfwagen 35–S 739(f) megjelöléssel. Hiányosságai ellenére ez a típus lett a németek egyik bevethető legjobb harckocsija.
Harcértékét növelvén módosították a kupolát egy egyszerű búvónyílás kivágásával. Esetenként ellátták a járműveket FuG 5 típusú rádiókkal is. A típusból parancsnoki változatot is alakítottak ki, amelybe további egy rádióberendezést építettek, a torony hátuljára ívantennát rögzítettek, főfegyverzetét pedig fából készült utánzatra cserélték.
1940. december 10-én felállították az első francia Beutepanzer járművekkel felszerelt páncélos egységet: a 201. Panzerregimentet 118 harckocsival, amelyből 36 S35 típusú, a többi pedig H38 könnyűharckocsi volt. 1941. február 10-én megalapították a 202. Panzerregimentet; mindkét ezredet a Panzerbrigade 100 kötelékébe sorolták. Január 27-én francia járművekből megalakult az önálló 301. Panzerabteilung; a Wehrmacht teljes S35 hadereje ekkor 90 darab volt. Március 22-én ez az önálló zászlóalj felváltotta a 201. Panzerregiment második zászlóalját, amelyet 201. Panzerabteilung névre neveztek át, és júniusban Finnországba küldték, ez volt az egyetlen német S35 egység, amely a keleti fronton harcolt. 1943-ban a 21. és a 25. Panzerdivision alkalmazott néhány S35-öst, amikor újraalakult egy nagyobb veszteség után. Néhány jármű felépítményét eltávolították, és vezető-kiképzésre használták. 1944. december 30-án még mindig szolgált 12 darab S35 a németeknél.
Néhány zsákmányolt S35 harckocsit a németek szövetségeseiknek juttattak: 1941-ben 32 darabot Olaszországnak, 1942-ben kettőt Magyarországnak és 1943-ban hatot Bulgáriának. Az olaszok kiképzési célokra használták, illetve felállítottak egy tartalékos egységet. A bolgár járműveket a háború után rendőrségi egységek használták.

### A Magyar Királyi Honvédség alkalmazásában
A magyar megszálló erők 1942 őszén Ukrajnában kaptak 2 darab Somua S35 közepes harckocsit a német hadseregtől. A harcjárműveket a 101. önálló harckocsiszázad H38-as típusú harckocsikból álló harckocsi-egységénél használták. Magyar rendszámaik: H-034, H-035. A partizánokkal vívott harcokban úgynevezett „tűzoltó” egységként működött, majd 1944-augusztusban, azután hogy az ellenséges tevékenység miatt a század a harckocsik 30%-át elvesztette, benzin, lőszer és alkatrészek hiányában a magyar katonák maguk robbantották föl a harckocsikat.

## Tervek

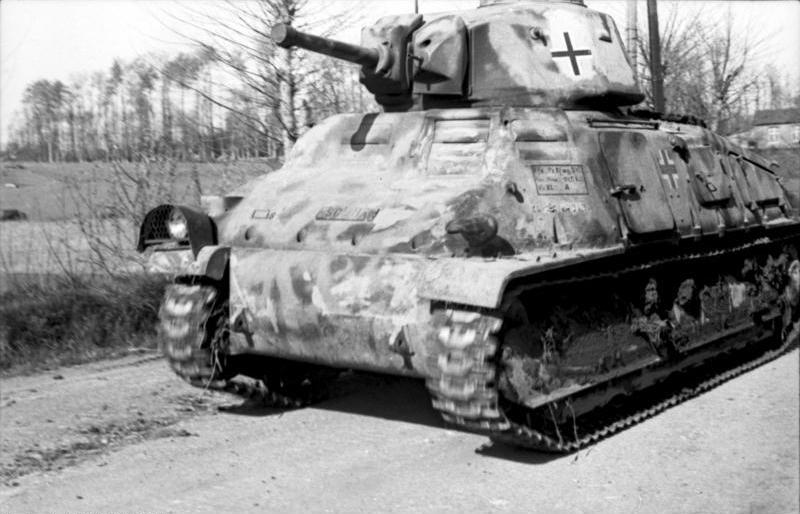
Egy zsákmányolt S35 a Wehrmacht szolgálatában

1937-ben az S35 harckocsiból a SOMUA kifejlesztette a SAu 40 önjáró 75 mm-es löveget. A futóművet ellátták egy további kerékkel, hogy fokozzák a terepjáró képességet, a páncéltestet pedig kiszélesítették. Mindössze egy prototípus készült el, melyet júniusban vetettek be, valószínűleg néhány sorozatgyártású járművel együtt, amelyeket az erőteljes 47 mm-es SA 37 löveggel szereltek fel. 1940. május 1-jén 72 darabot rendeltek a járműből.
Az S35 hátrányait kijavítandó a SOMUA 1939-ben előállt egy továbbfejlesztett AC5 típussal. A SAu 40 alvázán, illetve a Char G1 tervén alapult, de megtartotta az eredeti szélességét. A Somua S40 hegesztett ARL 2C toronnyal és újratervezett öntvény felépítménnyel készült volna, mindkettőt az alacsonyabb gyártási költségek, illetve az öntvényrészek növelt védelmi szabványa miatt használták. Nyolc alvállalkozó szállította őket, néha rosszabb minőségben. Az új felfüggesztés erősen növelte a hegymászó képességet, mivel az eredeti felfüggesztésre a lovasság 1938 novemberében panaszkodott. A nagyobb többletsúlyt a páncéltest 14 cm-rel való csökkentésével kompenzálták, de így is 400 kg-mal növekedett az össztömeg. A motorteret megnövelték, hogy beférjen egy továbbfejlesztett 230 lóerős motor, amely a maximális sebességet 45 km/h-ra növelte, habár az új motor nem volt elérhető 1940 nyaráig. A fegyverzet és az alap névleges páncélzat ugyanaz maradt, de az első lépések ezeknek a továbbfejlesztésére 1940 tavaszán kezdődtek, az új típus pedig az S41 lett volna, a tervek szerint pedig egy 60 mm-es hegesztett ARL tornyot szereltek volna a járműre. Az első megrendelés 1939. szeptember 21-én érkezett 50 járműről, és ez lett volna a fő gyártási típus, felváltva az S35 harckocsit a 451. járműtől. A teljes megrendelés 400 páncéltest volt, de egy sem készült el a német invázióig. Az első jármű legyártását júliusra tervezték, a páncéltest részt már 1939 novemberétől öntötték. Az első 160 járműből 80 darabot terveztek közbenső típusnak, régi toronnyal.
1940 novemberében a japán kormányzat Németországtól kérelmezte a harckocsi gyártását Japánban. Mikor 1942. február 9-én Japán belépett a háborúba a tengelyhatalmak oldalán, úgy döntöttek, hogy Franciaországban le kellene gyártani 250 Somua S40 harckocsit a japán császári hadseregnek. Az első járműnek 12 hónapon belül kellett volna megérkezni, a gyártási teljesítmény pedig havi nyolc jármű lett volna. Az 1942 novemberi események megakadályozták mind a gyártást, mind a leszállítást.
Az 1942-es év elejére Franciaország végül engedélyt kapott haderejének újrafegyverzésére Somua S40 harckocsikkal, de ekkorra már a típus elavult lett, és a németek elveszítették érdeklődésüket iránta. 1942. április 24-én két változatot vizsgáltak meg, mindkettő nagyobb FCM toronnyal volt felszerelve, melyeket eredetileg a Char G1 harckocsihoz fejlesztettek ki: az elsőt egy SA 35 löveggel szereltek volna fel, amit kétfős személyzet kezelt volna a toronyban, a másikat a hosszabb SA 37 löveggel fegyvereztek volna fel, egy háromfős toronyban elhelyezve. Franciaország 135 jármű legyártását tervezte, hogy felszereljen velük három századot, de az előkészületeket 1942 novemberéig felfüggesztették, amikor a teljes Franciaországot elfoglalták. A fejlesztés titokban folytatódott SARL 42 néven, ARL 3 toronnyal és 75 mm-es L/32 vagy L/44 löveggel, melyet optikai távolságmérővel láttak el. A súly csökkentése érdekében az oldalpáncélzat vastagságát 30 mm-re csökkentették.
1945-ben egy páncélvadász típus megépítését tervezték, a meglévő S35 alvázakra, brit felépítménnyel és 76,2 mm-es 17 fontos löveggel.

## S35 a játékiparban
A Somua S35 harckocsi makettjét a francia Heller SA cég gyártja 1:35 és 1:72 méretarányokban epoxigyantából. Emellett a japán Tamiya cég is gyárt egy 1:35 méretarányú műanyag makettet. 1:35 méretarányban különféle kiegészítők is beszerezhetők hozzá.
A számítógépes játékiparban több fejlesztő is lemodellezte a típust, majd felhasználta szoftvereihez. Ezek közé tartozik a Theatre of War első része, mely nagy elismerést kapott realizmusa miatt. Ezen kívül a Somua S35 feltűnt a Blitzkriegben, annak folytatásában, a Blitzkrieg II-ben, majd pedig német és francia színekben a World of Tanks című többjátékos videójátékban is.

## Túlélő példányok
Egyes országokban legalább négy Somua S35 harckocsi látható múzeumban kiállítva, ezek többsége a Wehrmacht által módosított típus.
- Amerikai Egyesült Államok – US Army Ordnance Museum, itt látható az egyetlen olyan példány, amelyet nem alakítottak át a németek
- Egyesült Királyság – Bovington Tank Museum
- Franciaország – Musée des Blindés, az itt látható példány működőképes állapotban van
- Oroszország – Kubinkai Harckocsimúzeum

## Változatok

### Prototípusok
- AC2 (1935) – Az első prototípus.
- AC3 (1935) – A második prototípus. 47 mm-es L/32-es űrméret-hosszúságú löveggel felszerelve.
- AC4 (1935) – Előszéria. APX toronnyal és 47 mm-es SA 34 löveggel felszerelve.
- SAu 40 (1937) – 75 mm-es önjáró löveg. A futóművet ellátták egy további kerékkel, a páncéltestet pedig kiszélesítették. Mindössze egy prototípus készült el.
- AC5 (1939) – A Somua S40 prototípusa. A Somua S40 hegesztett ARL 2C toronnyal és újratervezett öntvény felépítménnyel készült volna.

### Sorozatgyártott változatok
- S35 (1935) – Sorozatgyártott változat. SA 35 löveggel fegyverezték fel. 427 darab készült.

## Egyéb adatok
- Üzemanyagtartály: 510 l
- Mászóképesség: 40°
- Lőszer javadalmazás: 118 db ágyú- és 2250 db géppuskalőszer
- Árokáthidaló képesség: 2,1 m
- Lépcsőmászó képesség: 0,75 m
- Gázlóképesség: 1 m[35]

## Rendszeresítő országok
- Bolgár Cárság
- Franciaország
- Független Horvát Állam
- Harmadik Birodalom
- Magyar Királyság
- Olasz Királyság

## Fordítás
- Ez a szócikk részben vagy egészben  a   SOMUA S35 című angol Wikipédia-szócikk ezen változatának fordításán alapul.  Az eredeti cikk szerkesztőit annak laptörténete sorolja fel. Ez a jelzés csupán a megfogalmazás eredetét és a szerzői jogokat jelzi, nem szolgál a cikkben szereplő információk forrásmegjelöléseként.